# Lauren Flor Torres
Lauren Melissa Flor Torres (Cali, 26 de octubre de 1989) es una física colombiana, egresada de la Universidad del Valle (Cali, Colombia) y magíster y doctora en Astrofísica por la Universidad de Guanajuato (Guanajuato, México), quien es miembro actualmente del Grupo de Astronomía y Astrofísica Macondo (GAAM). Así mismo, es líder y cofundadora de Colombianas Haciendo Investigación en Astrociencias (CHIA). Es una pionera en cuanto al análisis estadístico de las características de los exoplanetas, siendo la primera colombiana en graduarse del área de astrofísica por la Universidad de Guanajuato.

## Biografía
Lauren Flor-Torres nació en Cali, Colombia. Vivió en un sector que presentaba problemas de drogas e inseguridad. Tampoco contó con los medios económicos para estudiar su pregrado en una universidad privada. Sin embargo, con su resultado en las pruebas ICFES fue admitida en la Universidad del Valle a la carrera de Física. Cuando llegó el momento de hacer su tesis, quiso hacer algo que nunca antes se había hecho en la Universidad. Tras leer un estudio realizado sobre meteoritos, se interesó en trabajar sobre ellos. Descubrió lo que sería su vocación, al emplear este conocimiento en su tesis de grado, donde identificó una roca desconocida que había sido encontrada en Boyacá, otorgada por el Servicio Geológico Colombiano como meteorito; y emplearla como material de estudio para su tesis. Torres se inclinó hacia este campo de la astrofísica cuando la geóloga planetaria colombiana, directora del programa de ciencias de la NASA, Adriana Ocampo, realizó un grupo de investigación en Cali dedicado al estudio de los meteoritos al cual Lauren acudió.
En consecuencia, tras haberle sido otorgada una beca, realizó una maestría y posteriormente un doctorado en la Universidad de Guanajuato (Guanajuato, México) enfocado en la investigación de estrellas en exoplanetas; la caracterización de estas y sus clasificaciones. No solo ingresó becada, también fue la primera colombiana en graduarse por esa universidad con un título del departamento de astronomía como doctora en Astrofísica y Maestra en ciencias (Astrofísica).

## Carrera
Es actualmente miembro del Grupo de Astronomía y Astrofísica Macondo (GAAM). Así mismo, es líder y cofundadora de Colombianas Haciendo Investigación en Astrociencias (CHIA), que pretende visibilizar a las mujeres colombianas que hacen parte del campo de estudio de las ciencias, y sus trabajos destacados alrededor del mundo. Lauren es una pionera en cuanto al análisis estadístico de las características de los exoplanetas. Actualmente se desempeña como profesora del pregrado de Astronomía de la Universidad de Antioquia. 

## Logros y premios
- Primer lugar en la categoría oral Quinto Encuentro Anual de Estudiantes: Investigación e Innovación en la DCNE, Universidad de Guanajuato - Octubre de 2018[8]